# Olmenhorn
Olmenhorn är en bergstopp i Schweiz. Den ligger i distriktet Raron och kantonen Valais, i den centrala delen av landet. Toppen på Olmenhorn är 3 314 meter över havet.
Terrängen runt Olmenhorn är huvudsakligen mycket bergig. Den högsta punkten i närheten är Aletschhorn, 4 195 meter över havet, 4,7 km väster om Olmenhorn.
Trakten runt Olmenhorn består i huvudsak av kala bergstoppar och isformationer.